# Кугульта (Ростовская область)
Кугульта — хутор в Целинском районе Ростовской области.
Входит в состав Юловского сельского поселения.

## История
В 1963 году указом Президиума Верховного Совета РСФСР поселок Отделения № 3 конезавода переименован в хутор Кугульта.

## Население
| 2010 |
| ---- |
| 82   |

## Улицы
| - ул. Дружбы - ул. Западная - ул. Октябрьская | - ул. Нижняя орловка - ул. Пертова - ул. Южная |